# Kathetostoma fluviatilis
Kathetostoma fluviatilis är en fiskart som beskrevs av Hutton 1872. Kathetostoma fluviatilis ingår i släktet Kathetostoma och familjen Uranoscopidae. Inga underarter finns listade i Catalogue of Life.